# Everhard Jabach

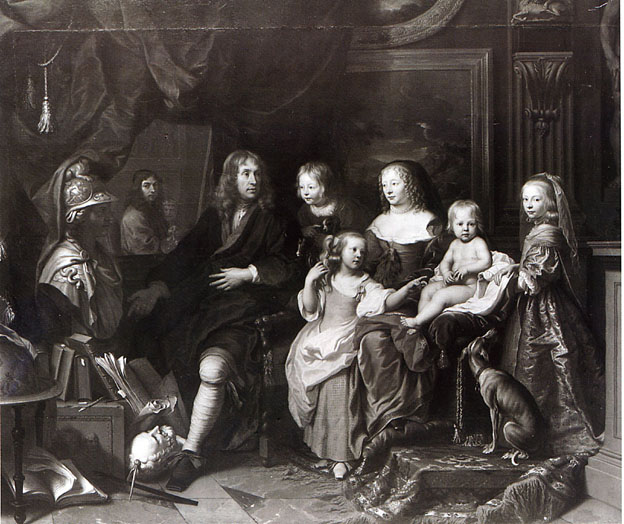
La familia Jabach, por Charles Le Brun, cuadro anteriormente en el Museo Bode, destruido en un incendio durante la Segunda Guerra Mundial. El Metropolitan Museum de Nueva York posee otra versión.

Everhard Jabach (en alemán: Eberhard Jabach), nacido el 10 de julio de 1618 en Colonia (Electorado de Colonia, Santo-Imperio) y muerto el 9 de marzo de 1695 en París (Reino de Francia), fue un banquero de origen alemán naturalizado francés, director de la Compañía Francesa de las Indias Orientales y célebre coleccionista de dibujos, pinturas, mármoles, bronces y estampas.

## Biografía
Everhard Jabach nació en el seno de una familia de gran fortuna. Sus antepasados habían fundado un banco en Amberes. Everhard se instaló en Francia en 1638 y se naturalizó francés en 1647. En 1648, se casó en Colonia con Anna Maria de Groote, hija de un senador de la ciudad, con la que tendría cuatro niños.
Se conocen al menos dos retratos de él. El pintor Hyacinthe Rigaud realizó su retrato al óleo en 1688; se conserva actualmente en Pésaro (Italia). Charles Le Brun retrató a Jabach y su familia en una sala con los muros adornados de cuadros y de esculturas; Jabach posa sentado ante una colección de dibujos, señalando un busto de un hombre cubierto. Esta imagen era conocida por un cuadro del Museo Bode de Berlín que resultó destruido durante la II Guerra Mundial, pero en 2014 el Metropolitan Museum de Nueva York ha sumado otra versión pintada, de más de 3 metros de longitud, que presenta varias rectificaciones y que podría ser la primera.
Jabach es, según la expresión de Francis Haskell, « un opulento banquero », asociado a una compañía de comercio con sede en Ámsterdam, que figura entre los directores de la Compañía de las Indias Orientales, gestiona las manufacturas de Corbeil, y que, en 1671, evalúa sus bienes en dos millones de libras. 
Everhard Jabach es conocido hoy como un gran coleccionista de arte, que amó sobre todo a Raphael, los hermanos Carracci, Rubens, Brill, Durero, Le Brun y Poussin.
Entre los cientos de cuadros que pudo reunir, figuran obras maestras del arte como el San Juan Bautista de Leonardo da Vinci, el Tríptico de Dresde de Jan van Eyck, las dos alas laterales del Tríptico Jabach de Durero, Retrato de un escultor de Bronzino, El Reposo de la Santa Familia durante la fuga en Egipto de Orazio Gentileschi, La muerte de la Virgen de Caravaggio, La alegoría de los vicios y La alegoría de las virtudes de Correggio (procedente del estudio de Isabelle d'Este en Mantua), Cristo llevado a la tumba, El hombre del guante y La alegoría de Alfonso de Ávalos de Tiziano, procedentes bien de Italia (de la colección Ludovisi), bien de Flandes (de la colección de lord Arundel, en venta en 1653) o de la dispersión de los bienes de Rubens, de Alemania, o de Inglaterra (durante las ventas públicas en Londres de las colecciones de Charles I de Inglaterra, en 1650-1653). Muchos de los cuadros citados se conservan ahora en el Louvre de París.
Es también, como muchos conocedores de su tiempo, un gran coleccionista de dibujos, algunos salidos de la célebre cartera de Vasari, el Libro de Disegni. 
En dos momentos, en 1661-1662, y después en 1671, cede una gran parte de su colección al rey Louis XIV. Los 5.000 dibujos de la segunda venta, que pasaron entonces en las colecciones reales, constituyeron luego los fondos del actual museo del Louvre. 

En vendant au Roi ses tableaux et ses dessins, il s'était réservé une partie des dessins, et ce n'étoient certainement pas les moins beaux.
Pierre-Jean Mariette, 1741

Dejó a su muerte otra colección de 4.000 dibujos repartidos en 26 carteras, cuyo inventario fue realizado tras su muerte y ha sido publicado por el departamento de Artes gráficas del museo del Louvre en 2002. Coleccionaba igualmente objetos de arte.
Su palacete, hoy desaparecido, se ubicaba en la calle Saint-Merri de París. Voltaire lo frecuentaba en su tiempo porque daba representaciones teatrales, y en 1803, resaltó el escaño del mostrador comercial apodada « Caja Jabach ».

## Literatura
- NDB, 10/209/210, Jabach, Eberhard IV, Gudrun Calov, 122266994.
- Nicole Hegener: Ehrgeizig, geltungssüchtig, geldgierig. In: FAZ vom 11. März 2008, ISSN 0174-4909.
- Alfred Hentzen, Niels von Holst (Hrsg.): Die Großen Deutschen im Bild. Propyläen, Berlín 1937, S. 103.
- Johann Jakob Merlo (1881), «Jabach, Everhard, Vater und Sohn», Allgemeine Deutsche Biographie (ADB) (en alemán) 13, Leipzig: Duncker & Humblot, pp. 518-522.
- Gottfried Sello: Unbekannter Louvre. In: Die Zeit, Nr. 13 vom 28. März 1969, ISSN 0044-2070.
- Ursula Voss (1979). Everhard der Vierte Jabach, ein Kölner Sammlerfürst im Ancien Régime 12. Nachrichtenamt der Stadt Köln.

## Iconografía
- Retrato, de Hyacinthe Rigaud.
- Retrato, de Charles Le Brun.
- Retrato, de Anton van Dyck.[2]